# Norges Skøyteforbund
De Norges Skøyteforbund (NSF) is de koepelorganisatie in Noorwegen voor de beoefening van het schaatsen. De NSF organiseert het schaatsen in Noorwegen en vertegenwoordigt het Noorse schaatsen op internationale sportevenementen.
De bond is opgericht in 1893 en sinds 1894 lid van de Internationale Schaatsunie. Anno 2014 telde de federatie zo'n 8.252 leden, verspreid over 108 verenigingen. 

## Ledenaantallen
Hieronder de ontwikkeling van het ledenaantal en het aantal verenigingen:
| Jaar | Ledenaantallen | Ledenaantallen | Ledenaantallen | Verenigingen |
| Jaar | Mannen         | Vrouwen        | Totaal         | Verenigingen |
| ---- | -------------- | -------------- | -------------- | ------------ |
| 2014 | 4.646          | 3.606          | 8.252          | 108          |
| 2013 | 4.301          | 3.357          | 7.658          | 104          |
| 2012 | 4.300          | 3.614          | 7.914          | 102          |
| 2011 | 3.554          | 3.342          | 6.896          | 99           |
| 2010 | 3.284          | 3.492          | 6.776          | 94           |
| 2009 | 3.665          | 3.452          | 7.117          | 96           |
| 2008 | 3.494          | 3.180          | 6.674          | 96           |
| 2007 | 3.588          | 3.435          | 7.023          | 95           |
| 2006 | 3.362          | 3.621          | 6.983          | 89           |
| 2005 | 3.645          | 3.601          | 7.246          | 92           |
| 2004 | 4.309          | 4.593          | 8.902          | 92           |
| 2003 | 4.585          | 4.853          | 9.438          | 118          |
| 2002 | 4.177          | 4.861          | 9.038          | 120          |